# Krauss-Maffei
Krauss-Maffei-Wegmann es una empresa alemana que produce varios tipos de equipamiento, tales como maquinaria de moldeo por inyección, locomotoras, carros blindados y otros vehículos de uso militar.

## Idea general
Krauss-Maffei se originó en 1931 de la fusión de las firmas alemanas  J.A. Maffei (fundada en 1838) y Krauss & Co. (fundada en 1860). Ambas eran ya importantes proveedores de locomotoras; Maffei construía también otros vehículos de vapor. El edificio central se encuentra en la actualidad en el municipio muniqués de Allach. Desde 1957 trabajan con moldeo por inyección. En 1964 compró Eckert & Ziegler GmbH, Weißenburg. Desde 1986 tiene la forma legal de GmbH independiente. En enero de 1998 fue asignada al grupo de Mannesmann Plastiksmaschinenbau GmbH, Múnich.
Krauss-Maffei-Kunststofftechnik emplea una organización de ventas y centros de servicios descentralizada con el fin acercarse a los clientes de todas las regiones de la tierra relevantes en los mercados en los que compite.

## Productos

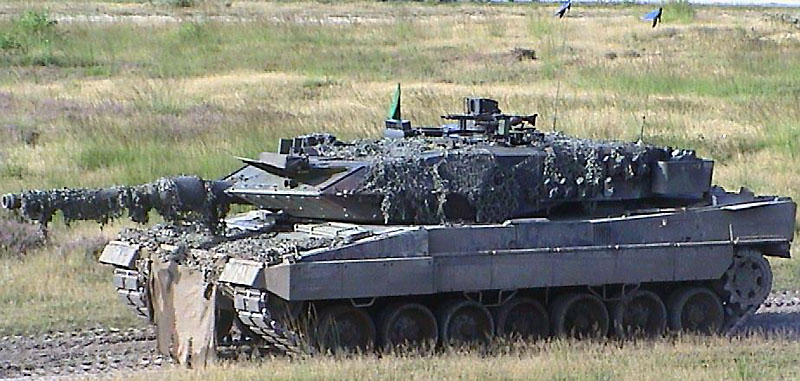
Leopard 2A6.

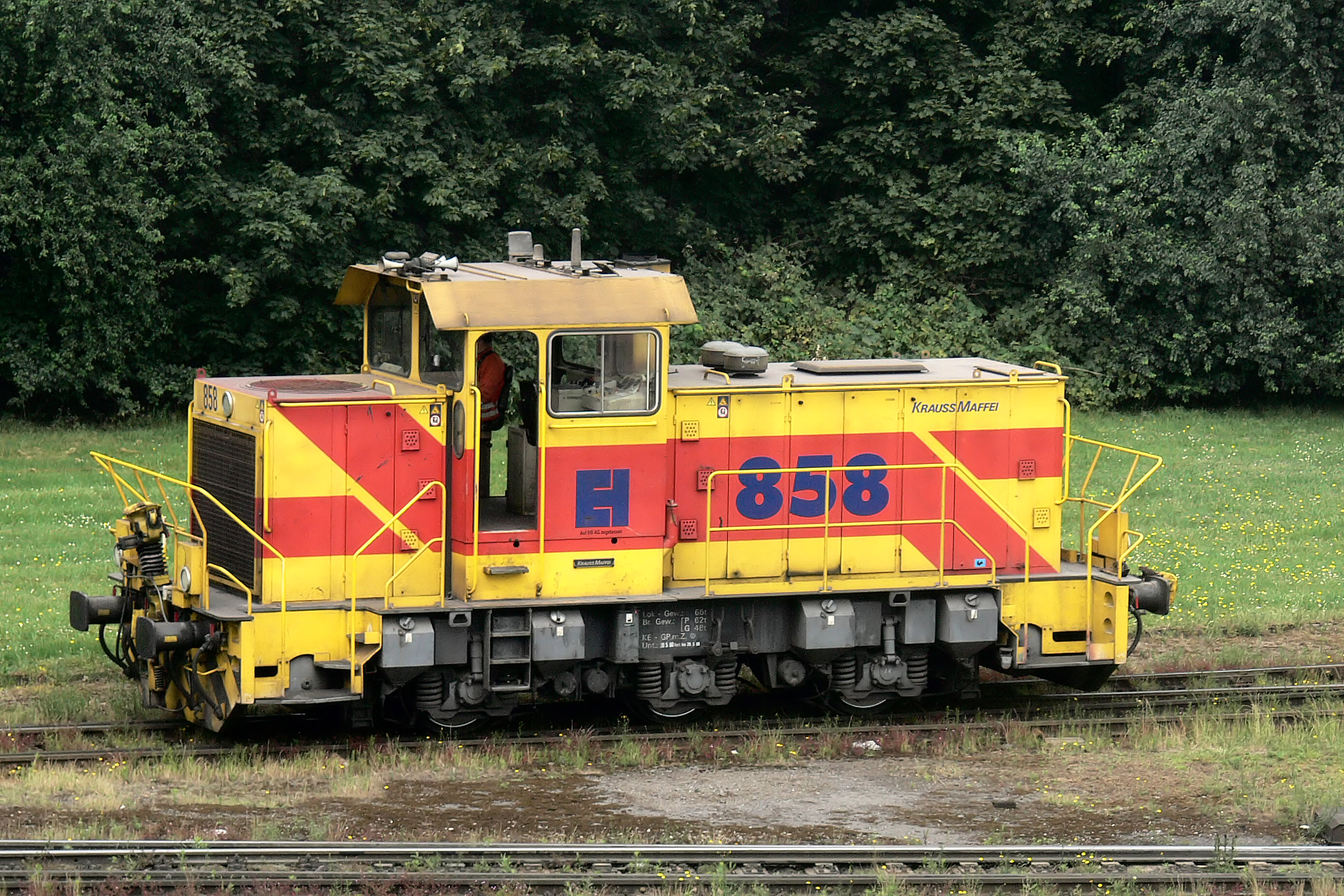
Krauss-Maffei MH 05.

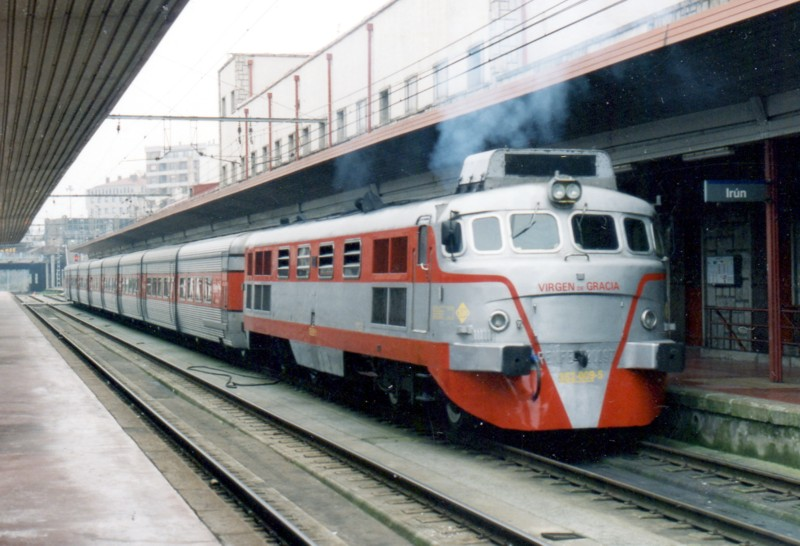
Locomotora de Talgo.

### Armamento
- Tiger II, carro de combate.
- Leopard 1, carro de combate.
- Leopard 2, carro de combate.
- Gepard, carro de defensa antiaérea.
- Panzerhaubitze 2000, obús autopropulsado.
- MARS, sistema de artillería.
- Fennek, vehículo escolta.
- Boxer, vehículo armado.
- Dingo, vehículo armado.
- Mungo, vehículo ligero aerotransportable.

### Locomotoras

#### De vapor
- DRG Baureihe 50, locomotora unificada de la serie 50, construida por Krauss-Maffei entre otros
- DRB Baureihe 52, locomotora de la serie 52, diseñada durante la guerra, Krauss-Maffei construyó 513 unidades de un total de más de 6000
- TAG 7, ejemplar único para el ferrocarril Tegernseebahn
- LAG Nr. 87 und 88, locomotoras iguales a la TAG 7 para el ferrocarril Localbahn AG

#### Eléctricas
- Serie 250 de Renfe
- Serie 252 de Renfe
- EuroSprinter

#### Diésel
- Locomotoras diésel de línea
  - Serie 340 de Renfe
- Locomotoras diésel de Talgo
  - Serie 352 de Renfe
  - Serie 353 de Renfe
  - Serie 354 de Renfe
  - Serie 355 de Renfe
- MH 05, locomotora diésel-hidráulica de maniobras
- ML 440 C, locomotora diésel-hidráulica de maniobras
- DB Baureihe V 188, serie de locomotoras remodeladas después de la Segunda Guerra Mundial

### Miscelánea
- Autobuses